# Hội họa triều Đường

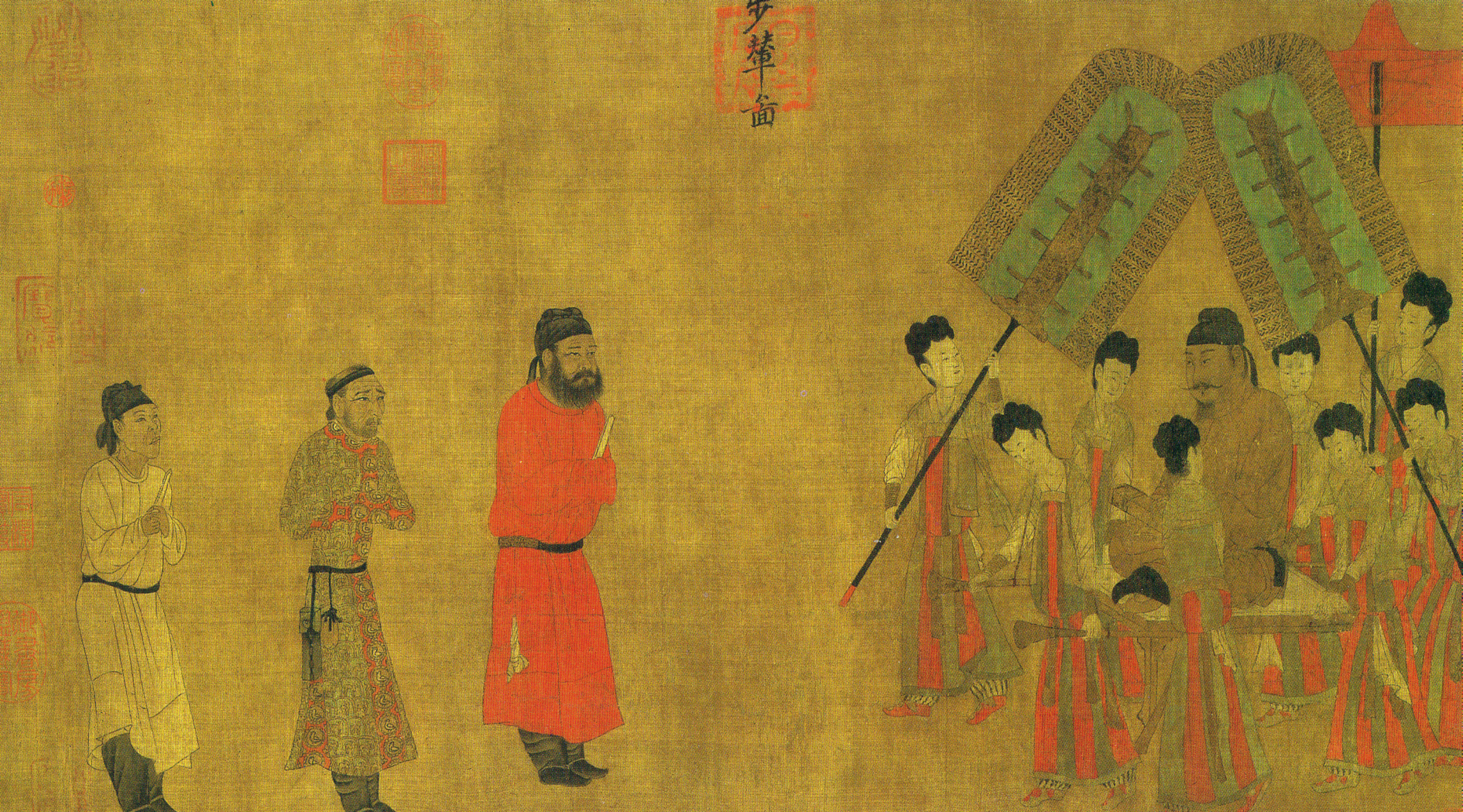
Họa phẩm Hội bộ liễn đồ (阎立本绘步輦圖) của tác giả Diêm Lập Bản.

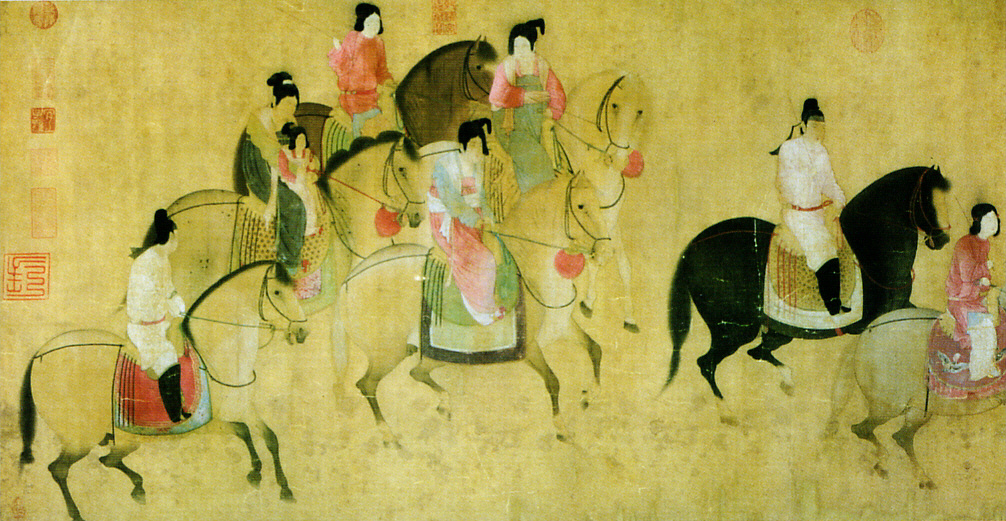
Trích họa phẩm Quắc Quốc phu nhân du xuân đồ (虢國夫人游春圖) của tác giả Trương Huyên.

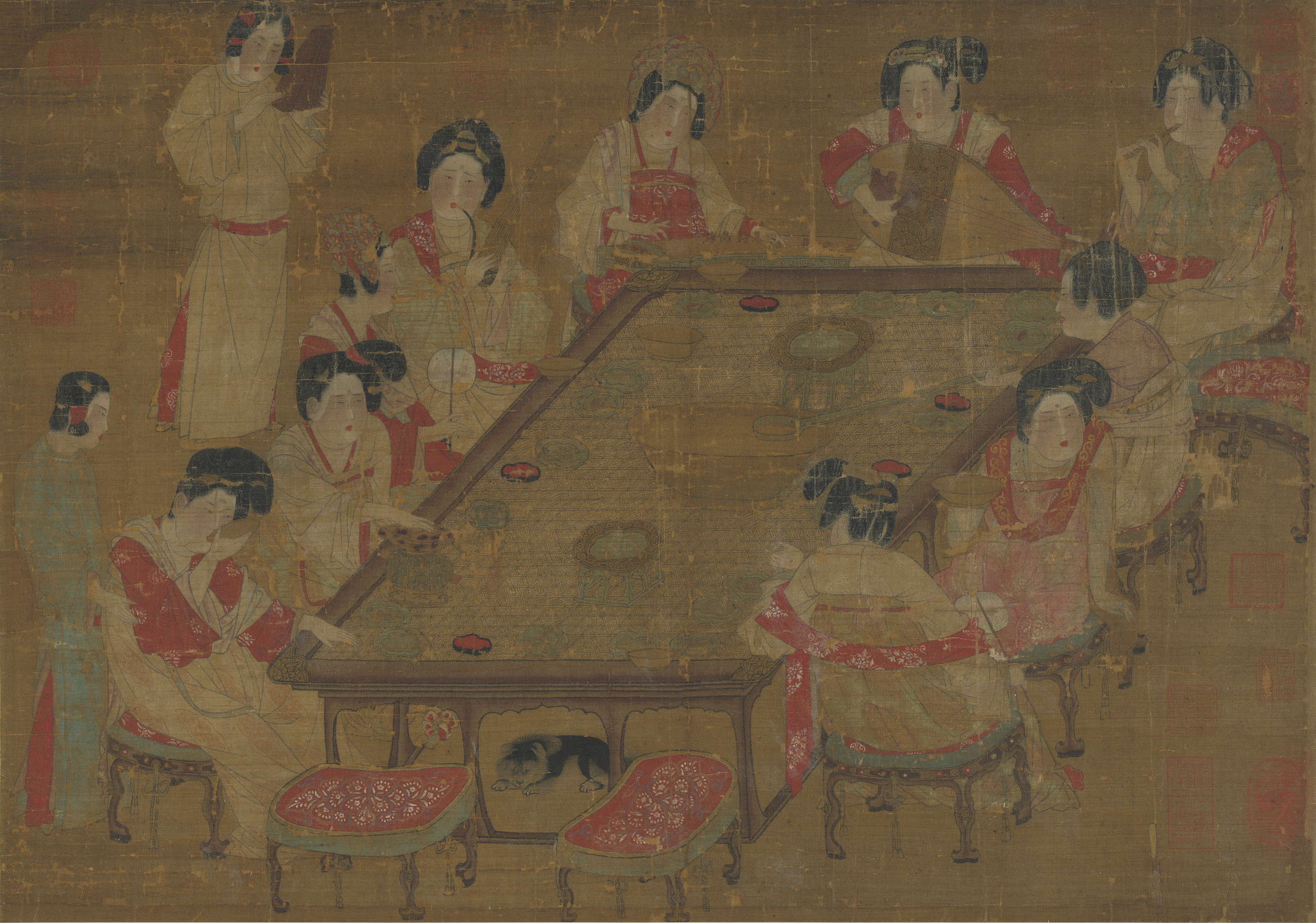
Họa phẩm Đường đại cung nhạc đồ (唐代宮樂圖).

Triều Đường được biết đến là kỷ nguyên vàng son của nền văn minh Trung Hoa, cho nên hội họa Trung Hoa thời kỳ này đã có sự phát triển đáng kể, cả về nội dung và kỹ thuật. Những tiến bộ trong phong cách hội họa triều Đường (chữ Hán: 唐朝繪畫, Anh văn: Tang dynasty painting) đã có ảnh hưởng lâu dài đến mỹ thuật của mấy quốc gia khác, đặc biệt tại Đông Á và Trung Á.